# Cohors III Gallorum (Mauretania Tingitana)
Die Cohors III Gallorum [felix] (deutsch 3. Kohorte der Gallier [die glückliche]) war eine römische Auxiliareinheit. Sie ist durch Militärdiplome belegt.

## Namensbestandteile
- Gallorum: der Gallier. Die Soldaten der Kohorte wurden bei Aufstellung der Einheit aus den verschiedenen Stämmen der Gallier auf dem Gebiet der römischen Provinz Gallia Lugdunensis rekrutiert.

- felix: die glückliche bzw. die gesegnete.

- equitata: teilberitten. Die Einheit war möglicherweise ein gemischter Verband aus Infanterie und Kavallerie. Der Zusatz wird in dem (ergänzten) Militärdiplom von 161 vermutet.[A 1]

- torquata: mit Torques ausgezeichnet. Der Zusatz wird in dem (ergänzten) Militärdiplom von 161 vermutet.[1][A 1]

Da es keine Hinweise auf den Namenszusatz milliaria (1000 Mann) gibt, war die Einheit entweder eine reine Infanterie-Kohorte, eine Cohors (quingenaria) peditata, mit einer Sollstärke von 480 Mann oder eine Cohors (quingenaria) equitata mit einer Sollstärke von 600 Mann (480 Mann Infanterie und 120 Reiter), bestehend aus 6 Centurien Infanterie mit jeweils 80 Mann sowie 4 Turmae Kavallerie mit jeweils 30 Reitern.

## Geschichte
Die Kohorte war in der Provinz Mauretania Tingitana stationiert. Sie ist auf Militärdiplomen für die Jahre 153 bis 156/157 n. Chr. aufgeführt.
Die Einheit wurde vermutlich nach Mauretania Tingitana verlegt, um an der Niederschlagung eines Aufstandes (Bellum Mauricum) teilzunehmen. Der erste Nachweis der Einheit in Mauretania Tingitana beruht auf Militärdiplomen, die auf 153 n. Chr. datiert sind. In den Diplomen wird die Kohorte als Teil der Truppen aufgeführt (siehe Römische Streitkräfte in Mauretania), die in der Provinz stationiert waren. Weitere Diplome, die auf 154 bis 156/157 datiert sind, belegen die Einheit in derselben Provinz.

## Standorte
Standorte der Kohorte sind nicht bekannt.

## Angehörige der Kohorte
Angehörige der Kohorte sind nicht bekannt.

## Weitere Kohorten mit der BezeichnungCohors III Gallorum
Es gab noch eine weitere Kohorte mit dieser Bezeichnung, die Cohors III Gallorum (Germania). Sie ist durch Militärdiplome von 74 bis 146 belegt und war in den Provinzen Germania, Moesia und Dacia inferior stationiert.